# Phajol Moolsan
Phajol Moolsan (* 13. September 1968 im Amphoe Banphot Phisai) ist ein ehemaliger thailändischer Boxer. Er gewann eine Bronzemedaille bei den Olympischen Spielen 1988 in Seoul.

## Karriere
Er startete bei den Olympischen Spielen 1988 in Seoul und erreichte mit Siegen gegen Marcus Priaulx, Abraham Torres und Nyamaagiin Altankhuyag das Halbfinale, wo er gegen Kennedy McKinney mit einer Bronzemedaille ausschied.